# 1998 en Alberta
Chronologie de l'Alberta
- 1994
- 1995
- 1996
- 1997
- 1998
- 1999
- 2000
- 2001
- 2002

Cette page concerne des événements qui se sont produits durant l'année 1998 dans la province canadienne de l'Alberta.

## Politique
- Premier ministre : Ralph Klein (Association progressiste-conservateur)
- Chef de l'Opposition : Grant Mitchell (jusqu'au 17 avril) puis Howard Sapers (assurant l'intérim) et Nancy MacBeth
- Lieutenant-gouverneur : Bud Olson (en)
- Législature :

## Événements
- 1er janvier : le village de Legal devient un bourg (town).

## Naissances
- 3 février : Sam Steel (né à Sherwood Park), joueur professionnel canadien de hockey sur glace. Il joue au poste de centre.

- 2 mars : Alexander Nylander (né à Calgary), joueur professionnel de hockey sur glace de nationalité canadienne et suédoise[1]. Il joue à la position d'ailier gauche.

- 9 juin : Jake Bean (né à Calgary), joueur canadien de hockey sur glace. Il joue au poste de défenseur.

- 13 août : Carter Hart (né à Sherwood Park), joueur professionnel canadien de hockey sur glace qui joue au poste de gardien de but.

- 30 octobre : Cale Makar (né à Calgary), joueur canadien de hockey sur glace. Il joue au poste de défenseur[2].

- 19 novembre : Cale Fleury (né à Calgary), joueur professionnel canadien de hockey sur glace. Il joue au poste de défenseur[3]. Il est le frère de Haydn Fleury.

## Décès
- 23 juin : Leonard C. Jones (né le 4 juin 1924 à Moncton, Nouveau-Brunswick - décédé à Calgary), avocat et un homme politique canadien. Il est maire de Moncton, sa ville natale, de 1963 à 1974 et député à la Chambre des communes du Canada de 1974 à 1979. Surtout connu pour ses positions controversées, il détient le record de longévité au poste de maire de la ville.